# Чудова історія Генрі Шугара (фільм)
«Чудова історія Генрі Шугара» (англ. The Wonderful Story of Henry Sugar) — американська короткометражна пригодницька комедія сценариста і режисера Веса Андерсона. Фільм заснований на однойменній новелі зі збірки оповідань «Чудова історія Генрі Шугара та ще шість» Роальда Дала. У ролях Бенедикт Камбербетч, Рейф Файнс, Дев Патель, Бен Кінгслі, Руперт Френд і Річард Айоаді. Прем'єра фільму відбулася 1 вересня 2023 року на 80-му Венеційському кінофестивалі.

## У ролях
| Актор               | Роль             |
| ------------------- | ---------------- |
| Бенедикт Камбербетч | Генрі Шугар      |
| Рейф Файнз          | Роальд Дал       |
| Дев Пател           | доктор Чаттерджі |
| Бен Кінгслі         | Імдад Хан        |
| Руперт Френд        | Клод             |
| Річард Айоаді       | доктор Маршалл   |

## Виробництво
У вересні 2021 року Netflix придбав компанію Roald Dahl Story Company за 686 мільйонів доларів. 6 січня 2022 року Баз Бамігбой заявив, що Вес Андерсон напише і зрежисує адаптацію оповідання Роальда Дала з розповсюдженням Netflix і Бенедиктом Камбербетчем у ролі Шугара. Проект був підтверджений наступного дня, до акторського складу приєдналися Рейф Файнс, Дев Патель і Бен Кінгслі. 12 січня до акторського складу додалися Руперт Френд і Річард Айоаде. Зйомки розпочалися 14 січня в Лондоні.

## Зовнішні посилання
- Чудова історія Генрі Шугара на сайті IMDb (англ.)